# 강릉 김씨 묘역
강릉 김씨 묘역은 대한민국 경기도 연천군 연천읍 통현리에 있다. 2012년 4월 20일 연천군의 향토문화재 제13호로 지정되었다.

## 개요
고려중기 5대 가문으로서 명문가문을 형성했던 강릉김씨는, 김첨경이래 7대 2백여년 동안 한사람의 영의정과 열두사람의 판서를 배출함으로써 명문가문이 이어졌다. 이들 묘역 중에서 특히 금석문적으로 뛰어난 묘인 김양남 묘, 김시환 묘, 기계유씨 묘, 김상성 묘, 김노진 묘 등 5기가 향토문화재로 지정되어 있다.